# Jagnięca Grań

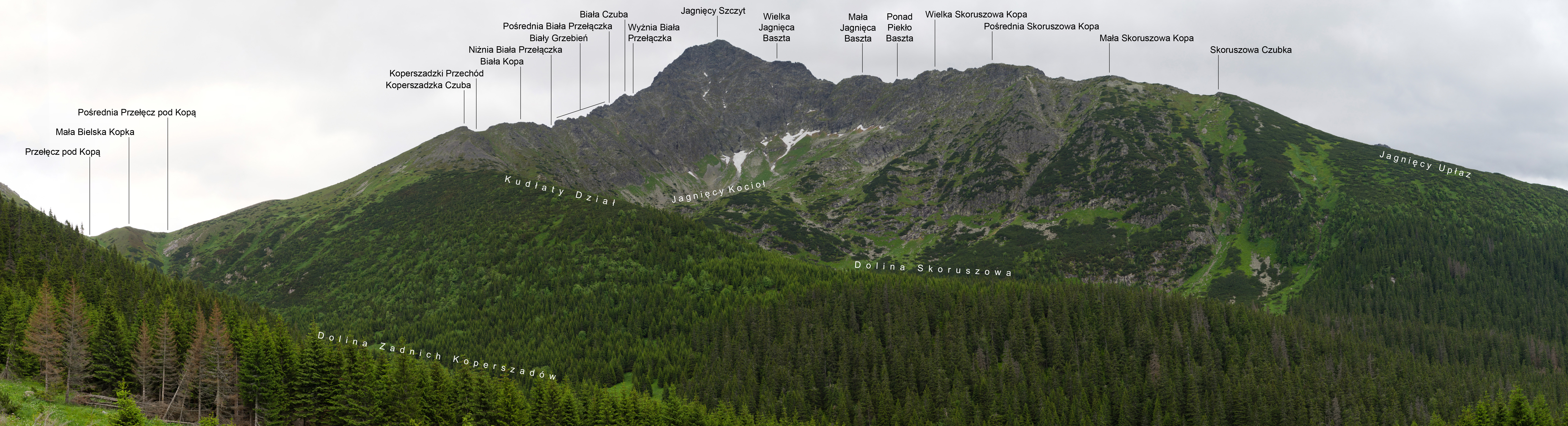
Jagnięca Grań po prawej stronie Jagnięcego Szczytu, widok z Doliny Zadnich Koperszadów (podpisane wierzchołki)

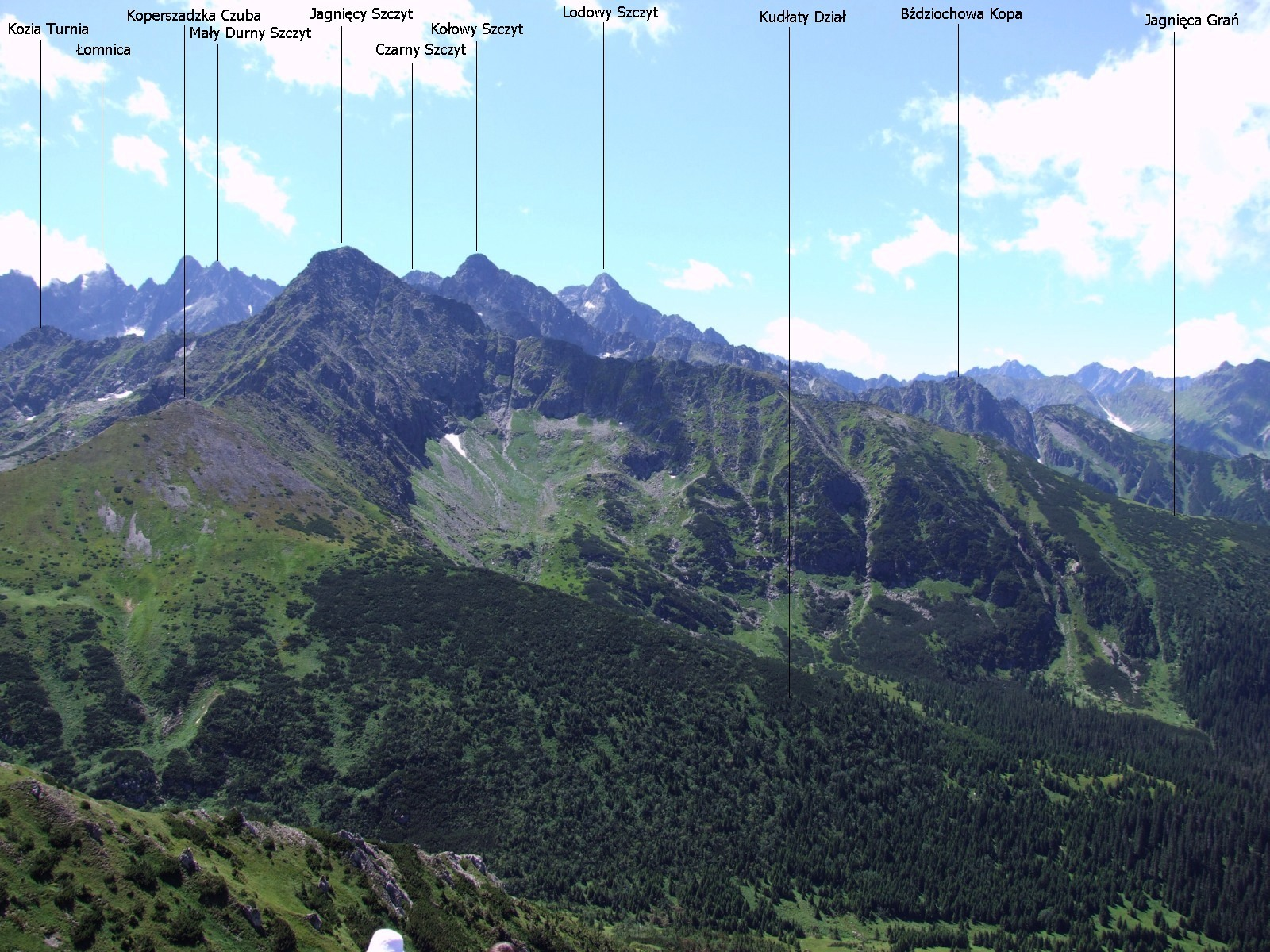
Widok z Szerokiej Przełęczy Bielskiej na południe. Poniżej Jagnięcej Grani Dolina Skoruszowa

Jagnięca Grań (słow. hrebeň Jahnencov, hrebeň Jahneniec, Jahnence, niem. Jagnence-Grat, węg. Jagnencze-gerinc) – długa boczna grań odchodząca od Jagnięcego Szczytu w północno-zachodnim kierunku i opadająca do wideł Kołowego Potoku i Koperszadzkiego Potoku. Grań ta oddziela od siebie Dolinę Zadnich Koperszadów i jej odgałęzienie – Dolinę Skoruszową – na północnym wschodzie od Doliny Kołowej na południowym zachodzie. Kolejno od Jagnięcego Szczytu znajdują się w niej:
- Wyżni Jagnięcy Przechód (Vyšná Jahňacia priehyba),
- Wielka Jagnięca Baszta (Veľká jahňacia bašta),
- Pośredni Jagnięcy Przechód (Jahňacia priehyba),
- Mała Jagnięca Baszta (Malá jahňacia bašta),
- Niżni Jagnięcy Przechód (Nižná Jahňacia priehyba),
- Ponad Piekło Baszta (Ponad Peklo bašta),
- Ponad Piekło Przełączka (Ponad Peklo zárez),
- Skoruszowa Kopa (Skorušia kopa),
  - Wielka Skoruszowa Kopa (Veľká Skorušia kopa, 2011 m),
  - Wyżni Skoruszowy Przechód (Vyšná skorušia priehyba),
  - Pośrednia Skoruszowa Kopa (Prostredná Skorušia kopa),
  - Pośredni Skoruszowy Przechód (Prostredná skorušia priehyba),
  - Mała Skoruszowa Kopa (Malá Skorušia kopa),
  - Niżni Skoruszowy Przechód (Nižná skorušia priehyba),
  - Skoruszowa Czubka (Skorušia kôpka, 1863 m),
- Jagnięcy Upłaz (Jahňací úplaz),
- Skoruszowy Dział (Skoruši diel).

W okolicy Pośredniej Skoruszowej Kopy od Jagnięcej Grani odchodzi w stronę Doliny Kołowej boczna grańka, w której za Jagnięcą Ławką (Jahňacia lávka) wznosi się Jagnięca Turniczka (Jahňacia vežička, 1923 m).
Cała Jagnięca Grań leży w granicach ścisłego rezerwatu przyrody i nie jest udostępniona dla taternictwa i ruchu turystycznego.
W dawnych czasach Jagnięca Grań i jej stoki były odwiedzane przez myśliwych, dolne partie były też wypasane – stąd pochodzi nazwa grani, będąca źródłem nazwy Jagnięcego Szczytu. Najwcześniejsze znane wejścia na grań:
- letnie – Martin Róth i dwóch towarzyszy, lipiec 1858 r.,
- zimowe – Stanisław Hiszpański, 2 kwietnia 1928 r.[7]